# Ixodes kerguelenensis
Ixodes kerguelenensis är en fästingart som beskrevs av Marc André och Jacques Colas-Belcour 1942.
Ixodes kerguelenensis ingår i släktet Ixodes och familjen hårda fästingar. Inga underarter finns listade i Catalogue of Life.